# Jack McDevitt
Pour les articles homonymes, voir McDevitt.
Œuvres principales
- Les Machines de Dieu
- Oméga
- Seeker

Jack McDevitt, né le 14 avril 1935 à Philadelphie en Pennsylvanie, est un écrivain américain de science-fiction, dont les histoires concernent souvent des contacts avec des extra-terrestres ou encore l'archéologie interstellaire. Ses deux principales œuvres sont les cycles Alex Benedict et Les Machines de Dieu avec le personnage Priscilla « Hutch » Hutchins.

## Biographie
Le premier récit de Jack McDevitt, The Emerson Effect, est publié en 1981 dans le Twilight Zone Magazine. Cinq ans plus tard il publie son premier roman, The Hercules Text (en), sur la découverte d'un signal extraterrestre qui va créer la panique sur Terre. « Le premier contact » est un sujet récurrent que McDevitt développera dans ses autres romans, avec l'inquiétude devant l'inconnu et le sense of wonder (en) de l'univers.
Avec Les Machines de Dieu, McDevitt propose en 1994 la vision d'un univers qui fut grouillant de vie intelligente, mais dont il ne reste aujourd'hui que les artefacts abandonnés alors qu'apparaît la race humaine. C'est dans ce premier volet qu'apparaît Priscilla Hutchkins, pilote de vaisseaux d'exploration, qui restera le personnage principal des autres romans du cycle Les Machines de Dieu : Deepsix (2001), Chindi (2002), Oméga (2003), Odyssey (2006), Cauldron (2007), et StarHawk (2013). Le mystère qui entoure les fameux « nuages Oméga » depuis le début du cycle ne sera résolu qu'au cours du volet Oméga.

## Récompenses
Jack McDevitt est nommé dix-sept fois au prix Nebula du meilleur roman, qu'il remporte en 2006 avec Seeker.
En 2015, il reçoit le prix Robert A. Heinlein (en) décerné aux ouvrages qui se sont fait « remarquer dans le domaine de l'anticipation scientifique ou technologique pour leur capacité à stimuler l'exploration de l'espace par les hommes ».

## Œuvres

### CycleLes Machines de Dieu
1. Les Machines de Dieu, L'Atalante, 2001 ((en) The Engines of God, 1995)
2. Deepsix, L'Atalante, 2003 ((en) Deepsix, 2001)Une planète est à quelques jours de sa destruction après 6 milliards d'années d'évolution de la vie à sa surface. Une civilisation primitive et disparue est découverte à sa surface. Une expédition archéologique est envoyée sur cette planète dont la faune et la flore sont dangereuses...
3. Chindi, L'Atalante, 2004 ((en) Chindi[4], 2002)
4. Oméga, L'Atalante, 2006 ((en) Omega[5], 2003)
5. (en) Odyssey[6], 2006
6. (en) Cauldron[7], 2007
7. (en) StarHawk, 2013
8. (en) The Long Sunset, 2018

### CycleAlex Benedict
1. (en) A Talent for War, 1989
2. (en) Polaris, 2004[8]
3. Seeker, Éditions SW Télémaque, 2011 ((en) Seeker, 2005)Prix Nebula du meilleur roman 2006
4. (en) The Devil's Eye, 2008
5. (en) Echo, 2010
6. (en) Firebird, 2011
7. (en) Coming Home, 2014
8. (en) Octavia Gone, 2019
9. (en) Village in the Sky, 2023

### CycleAncient Shores
1. Anciens Rivages, Pocket, 1999 ((en) Ancient Shores[9], 1996)
2. (en) Thunderbird, 2015

### Romans indépendants
- (en) The Hercules Text, 1986Prix Locus du meilleur premier roman 1987
- (en) Eternity Road[10], 1998
- (en) Moonfall, 1998
- (en) Infinity Beach[11], 2000Autre titre au Royaume-Uni : Slow Lightning
- (en) Time Travelers Never Die, 2009
- (en) The Cassandra Project, 2012Écrit avec Mike Resnick.

### Recueils de nouvelles
- (en) Standard Candles, 1996
- (en) Ships in the Night, 2005
- (en) Outbound[12], 2006
- (en) Cryptic: The Best Short Fiction of Jack McDevitt, 2009
- (en) A Voice in the Night, 2018
- (en) Return to Glory, 2022

### Nouvelles (liste partielle)
- (en) The Emerson Effect, 1981
- (en) Cryptic, 1983
- (en) Promises to Keep, 1984
- (en) Tidal Effects, 1984
- (en) In the Tower, 1987
- (en) The Fort Moxie Branch, 1988
- (en) Time's Arrow, 1989
- (en) Whistle, 1989
- (en) Lake Agassiz, 1991
- (en) Ships in the Night, 1993
- (en) Midnight Clear, 1993
- (en) Talk Radio, 1993
- (en) Time Travelers Never Die, 1996
- (en) Dead in the Water, 1999
- (en) Good Intentions, 1999Écrit avec Stanley Schmidt (en).
- (en) Oculus, 2002
- (en) The Law of Gravity Isn't Working on Rainbow Bridge, 2003
- (en) Act of God, 2004
- (en) Kaminsky at War, 2006
- (en) Tweak, 2007
- (en) Fifth Day, 2007
- (en) Welcome to Valhalla, 2008
- (en) Indomitable, 2008
- (en) The Cassandra Project, 2010

### Introductions
- Pellucidar (Bison Frontiers of Imagination) (2002)